# Cúp bóng đá Phần Lan 1955
Cúp bóng đá Phần Lan 1955 (tiếng Phần Lan: Suomen Cup) là mùa giải đầu tiên của giải đấu cúp bóng đá thường niên ở Phần Lan. Giải được tổ chức theo hình thức giải đấu loại trực tiếp và việc tham gia giải là tự nguyện.  Trận chung kết diễn ra ở Sân vận động Olympic, Helsinki ngày 20 tháng 11 năm 1955 và Valkeakosken Haka đánh bại Helsingin Palloseura với tỉ số 5-1 với sự chứng kiến của 3.021 khán giả. 

## Vòng Một
| Thứ tự | Đội nhà                    | Tỉ số | Đội khách              | Thông tin   |
| ------ | -------------------------- | ----- | ---------------------- | ----------- |
| 1      | Kokkolan Pallo-Veikot      | 2-7   | Vaasan Palloseura      |             |
| 2      | Jakobstads Bollklubb       | 0-2   | Valkeakosken Haka      |             |
| 3      | Kuopion Pallotoverit       | 3-1   | Kajaanin Palloilijat   |             |
| 4      | IF Drott                   | 3-0   | Sudet                  |             |
| 5      | Gamlakarleby Bollklubb     | 3-3   | Kotkan Jäntevä         | GBK by lots |
| 6      | Turun Palloseura           | 7-1   | Helsingin Ponnistus    |             |
| 7      | Tampereen Kisa-Toverit     | 1-3   | Pallo-Pojat            |             |
| 8      | Rauman Iirot               | 3-1   | Käpylän Urheilu-Veikot |             |
| 9      | Lappeenrannan Pallotoverit | 1-2   | Rauman Pallo           |             |

| Thứ tự | Đội nhà                    | Tỉ số    | Đội khách                 | Thông tin    |
| ------ | -------------------------- | -------- | ------------------------- | ------------ |
| 10     | Oulun Työväen Palloilijat  | 2-2      | Kuopion Palloseura        | KuPS by lots |
| 11     | HIFK                       | 2-3      | Turun Pyrkivä             |              |
| 12     | Hämeenlinnan Pallokerho    | 2-3      | Turun Toverit             |              |
| 13     | Helsingin Palloseura       | 5-1      | Kotkan Reipas             |              |
| 14     | Hangö Idrottsklubb         | 0-4      | Kronohagens IF            |              |
| 15     | Kotkan Työväen Palloilijat | 0-4      | Helsingin Jalkapalloklubi |              |
| 16     | Kokkolan Jymy              | miễn đấu |                           |              |

## Vòng Hai
| Thứ tự | Đội nhà                | Tỉ số | Đội khách         | Thông tin |
| ------ | ---------------------- | ----- | ----------------- | --------- |
| 1      | Rauman Pallo           | 3-4   | Rauman Iirot      |           |
| 2      | Turun Toverit          | 1-3   | Turun Palloseura  |           |
| 3      | Gamlakarleby Bollklubb | 3-2   | Turun Pyrkivä     |           |
| 4      | Vaasan Palloseura      | 2-3   | Valkeakosken Haka |           |

| Thứ tự | Đội nhà                   | Tỉ số | Đội khách            | Thông tin |
| ------ | ------------------------- | ----- | -------------------- | --------- |
| 5      | Kuopion Pallotoverit      | 2-4   | IF Drott             |           |
| 6      | Pallo-Pojat               | 1-5   | Kuopion Palloseura   |           |
| 7      | Kokkolan Jymy             | 0-3   | Kronohagens IF       |           |
| 8      | Helsingin Jalkapalloklubi | 3-5   | Helsingin Palloseura |           |

## Tứ kết
| Thứ tự | Đội nhà                | Tỉ số | Đội khách         | Thông tin |
| ------ | ---------------------- | ----- | ----------------- | --------- |
| 1      | Rauman Iirot           | 3-2   | Turun Palloseura  |           |
| 2      | Gamlakarleby Bollklubb | 1-6   | Valkeakosken Haka |           |

| Thứ tự | Đội nhà        | Tỉ số | Đội khách            | Thông tin |
| ------ | -------------- | ----- | -------------------- | --------- |
| 3      | IF Drott       | 2-1   | Kuopion Palloseura   |           |
| 4      | Kronohagens IF | 1-5   | Helsingin Palloseura |           |

## Bán kết
| Thứ tự | Đội nhà      | Tỉ số | Đội khách         | Thông tin |
| ------ | ------------ | ----- | ----------------- | --------- |
| 1      | Rauman Iirot | 1-4   | Valkeakosken Haka |           |

| Thứ tự | Đội nhà  | Tỉ số | Đội khách            | Thông tin |
| ------ | -------- | ----- | -------------------- | --------- |
| 2      | IF Drott | 1-2   | Helsingin Palloseura |           |

## Chung kết
| Thứ tự | Đội 1             | Tỉ số | Đội 2                | Thông tin  |
| ------ | ----------------- | ----- | -------------------- | ---------- |
| 1      | Valkeakosken Haka | 5-1   | Helsingin Palloseura | Att. 3,021 |